# The Last Remnant
The Last Remnant (OT: jap. ラストレムナント, Rasuto Remunanto) ist ein Computer-Rollenspiel von Square Enix. Der Titel erschien weltweit gleichzeitig am 20. November 2008 für die Xbox 360. Neben einer Version für den PC, die am 20. März zuerst in Europa und am 9. April 2009 in Japan erschien, wurde ursprünglich auch eine Version für die PlayStation 3 angekündigt. Zuletzt sagte Firmenchef Yōichi Wada, man müsse die Vor- und Nachteile einer PlayStation-3-Version inzwischen abwägen. Allerdings nannte er nur Nachteile, die er in den bisher mäßigen Verkaufszahlen und dem großen Zeitraum zwischen den bereits erschienenen Versionen sieht. Bereits erhältlich ist neben der Xbox-360-Version und der PC-Version eine Version, die über Steam vertrieben wird. Dort ist The Last Remnant seit dem 9. April 2009 weltweit gleichzeitig erhältlich.
Eine mehrsprachig spielbare Demo der PC-Version ist seit dem 25. Februar 2009 herunterladbar.
The Last Remnant entstand unter der Feder von Director und Designer Hiroshi Takai. Der Titel ist das erste Spiel von Square Enix, das auf der im Januar 2007 von Square Enix erworbenen Unreal-3-Engine basiert. In Japan erschien am 11. November 2008 außerdem ein Xbox-360-Bundle des Spiels. Der Soundtrack zum Spiel stammt von Tsuyoshi Sekito und ist am 10. Dezember 2008 in Japan erschienen.

## Handlung
Vor mehr als 1000 Jahren kam die Menschheit mit den sogenannten Remnants in Kontakt. Diese magischen Fragmente einer längst vergessenen Ära wurden genutzt, um weltweiten Frieden zu gewährleisten. Doch schon bald wurden die Menschen in verschiedene Klassen geteilt, die Herrscher und die Untertanen. Schnell wurde aus den Fragmenten, die für die Balance auf der Welt zuständig waren, Instrumente für große und unendliche Macht. Wo einst Frieden herrschte, wurde nun Blut vergossen. Hauptfigur von The Last Remnant ist Rush Sykes, ein 18-jähriger Junge aus dem friedlichen Eulam Village. Dort lebt er, bis eines Tages seine 14-jährige Schwester Irina entführt wird. Rush begibt sich auf die Suche nach seiner Schwester.

## Gameplay
In The Last Remnant gibt es keine Zufallskämpfe, die lange Zeit typisch für Rollenspiele von Square Enix waren. Stattdessen kann der Spieler frei auf Gegner zusteuern und diese angreifen. In den Kampf geht der Spieler mit sogenannten Verbänden, einer Gruppe aus mehreren Figuren. Eine Anzeige am oberen Bildschirmrand zeigt dem Spieler die Moral seines Verbandes an, die sich maßgeblich auf den Kampf auswirkt. Grundsätzlich handelt es sich beim Kampfsystem um ein runden- und befehlsbasierendes System.

## Monster und Rassen
In der Welt von The Last Remnant gibt es eine Vielzahl an grafisch eindrucksvollen und liebevoll detaillierten Monstern und Feinden, die in 31 Hauptkategorien einteilbar sind. In jeder dieser Kategorien existieren wiederum unzählige Arten, oft trifft man in einem Kampf gleich auf mehrere dieser Gattungen. Neben den gewöhnlichen Monstern gibt es weiterhin rassenabhängige Feinde in Form von Mitra (Humanoide), Yama (große, fischähnliche Wesen), Qsiti (kleine, hasenähnliche Wesen) und Sovani (katzenähnliche Wesen mit vier Armen). Eine ganz besondere Herausforderung stellen die insgesamt 238 exotischen Monster dar, welche oft sehr schwer zu entdecken sind und mit Belohnungen aufwarten.

## Versionsunterschiede
Zwischen der Version von The Last Remnant für die Xbox 360 und der PC-Version des Spiels bestehen einige inhaltliche Unterschiede. So gibt es drei neue Spielmodi in der später erschienenen PC-Version. Ein „High Speed Mode“ steigert die Spielgeschwindigkeit während der Kämpfe und zwei weitere Spielmodi sind nach dem ersten Durchspielen des Spiels verfügbar. Dazu zählt ein „New Game+ Mode“, der es erlaubt, einen zweiten Spielstand mit dem Geld und den Items des ersten anzulegen und ein „Ransatsu Maniacs Mode“, in dem die Gegner schwieriger zu besiegen sind. In der PC-Version sind außerdem als Sprachausgabe Japanisch und Englisch auswählbar. Im Vergleich zur Xbox-360-Version läuft die PC-Version des Weiteren flüssiger.

## Bewertungen und Verkauf
In der internationalen Presse erhielt die bereits erschienene Xbox-360-Version von The Last Remnant sehr unterschiedliche Bewertungen. Die japanische Presse, allen voran die Famitsu, lobte den Titel. Die Famitsu vergab 38/40 Punkten und lobte das Kampfsystem, tadelte aber gleichzeitig die Länge der einzelnen Kämpfe. Amerikanische Online-Magazine wie IGN (5,3/10) oder GameSpot (6,5/10) vergaben weitaus niedrigere Bewertungen. Das renommierte deutsche Spielemagazin PC Games vergab 67 % für die PC-Version des Spiels und kritisierte u. a. den zu niedrigen Schwierigkeitsgrad. Bei Metacritic, einer Website, die zahlreiche Reviews zu einer durchschnittlichen Bewertung zusammenfasst, kommt The Last Remnant auf 65 %.
Bis zum 31. Dezember 2008 verkaufte sich die Xbox-360-Version von The Last Remnant weltweit 490.000 mal. Dabei gingen in Japan 160.000 Exemplare über die Ladentheke und in Europa 140.000. Am meisten konnte Square Enix in Nordamerika absetzen, wo 190.000 Einheiten bis zum 31. Dezember 2008 verkauft wurden.